# فراس ملحم
فراس عبد الرحيم حمدان ملحم (وُلد في 28 نوفمبر 1970 في حلحول) قانوني فلسطيني شغل منصب مُحافظ سُلطة النقد الفلسطينية منذ قرار تعيينه في 3 يناير 2021 وحتى 3 يناير 2025. وهو أحد أعضاء نقابة المحامين الفلسطينيين.

## حياته
حصل على شهادة البكالوريوس عام 1993 من المغرب، وشهادة الماجستير من جامعة بيرزيت عام 2000، وشهادة الدكتوراه في القانون عام 2004 من بلجيكا.
عمل ملحم محاضرًا بمعهد الحقوق في جامعة بير زيت بين عامي 2004 و2009. كما عمل بين عامي 2007 و2009 مستشارًا لوزير الداخلية الفلسطيني عبد الرزاق اليحيى ضمن حكومة سلام فياض الأولى.
في 17 أكتوبر 2016، قرر الرئيس الفلسطيني محمود عباس إعادة تشكيل مجلس إدارة سلطة النقد، ومنحه ملحم عضويته.
في 24 فبراير 2020، قرر الرئيس محمود عباس إعادة تشكيل مجلس إدارة سلطة النقد، واستمر ملحم عضوًا فيه.
في 3 يناير 2021، عينه الرئيس محمود عباس محافظًا لسلطة النقد. واستمر في منصبه حتى 3 يناير 2025.
في 11 يناير 2023، عُين محافظًا لدولة فلسطين لدى صندوق النقد العربي.
في 15 أبريل 2024، عُين عضوًا في مجلس إدارة صندوق الاستثمار الفلسطيني.
في 5 أغسطس 2025، قرر مجلس أمناء معهد أبحاث السياسات الاقتصادية الفلسطيني (ماس) تعيينه مديرًا عامًا للمعهد اعتبارًا من 1 نوفمبر 2025.